# Plac Jubileuszowy w Mińsku
Plac Jubileuszowy (biał. Юбілейная плошча) – plac w rejonie centralnym Mińska, stolicy Białorusi.
W 1826 w miejscu obecnego placu, a na ówczesnych obrzeżach miasta, mińscy katolicy wybudowali Pomnik Jubileuszowy upamiętniający 1500-lecie soboru nicejskiego I 325 r. Od niego plac otrzymał nazwę Jubileuszowego.
Plac ograniczony jest przez ulice: Kalwaryjską, Romanowską Słobodę, Marytė Melnikaitė, Maksima Tanka i Rakowską. Otoczony jest przez sklepy, budynki mieszkalne i biurowe, w tym najwyższy budynek Mińska, mający 24 piętra i 90 m wysokości. Na samym placu znajdowało się kino „Białoruś”, które rozebrano w 2005, a w jego miejscu we wrześniu 2008 otwarto pierwszy na Białorusi multipleks kinowy o tej samej nazwie. Na placu znajdują się wyjścia ze stacji metra „Frunzeńska”.